# Jaime Gallego
Jaime Gallego Muro (Madrid, 10 de diciembre de 2001) es un jugador de balonmano español que juega de pívot en el FC Barcelona de la Liga Asobal. Es internacional con la selección de balonmano de España.
En 2022 disputó los Juegos Mediterráneos de 2022 con España, logrando la medalla de oro.

## Palmarés

### FC Barcelona
- Supercopa Ibérica de balonmano (2): 2023, 2024
- Liga Asobal (1): 2024
- Copa Asobal (1): 2024
- Copa del Rey (1): 2024
- Liga de Campeones de la EHF (1): 2024

## Clubes
| Club                  | País   | Año         |
| --------------------- | ------ | ----------- |
| BM SAFA               | España | 2018 - 2019 |
| Club Balonmano Zamora | España | 2019 - 2020 |
| Bathco Torrelavega    | España | 2020 - 2023 |
| FC Barcelona          | España | 2023 - Act. |